# Monastyrshchinsky (huyện)
Huyện Monastyrshchinsky (tiếng Nga: Монастырщинский райо́н) là một huyện hành chính tự quản (raion), của Tỉnh Smolensk, Nga. Huyện có diện tích 1559 km², dân số thời điểm ngày 1 tháng 1 năm 2000 là 14800 người. Trung tâm của huyện đóng ở Monastyrshchina.